# Giedawy
Giedawy – kolonia w Polsce położona w województwie warmińsko-mazurskim, w powiecie braniewskim, w gminie Lelkowo.
W latach 1975–1998 miejscowość administracyjnie należała do województwa elbląskiego.  Osada znajduje się w historycznym regionie Warmia.